# Chetone decisa
Chetone decisa är en fjärilsart som beskrevs av Walker 1854. Chetone decisa ingår i släktet Chetone och familjen björnspinnare. Inga underarter finns listade i Catalogue of Life.